# Binnenlandse Strijdkrachten

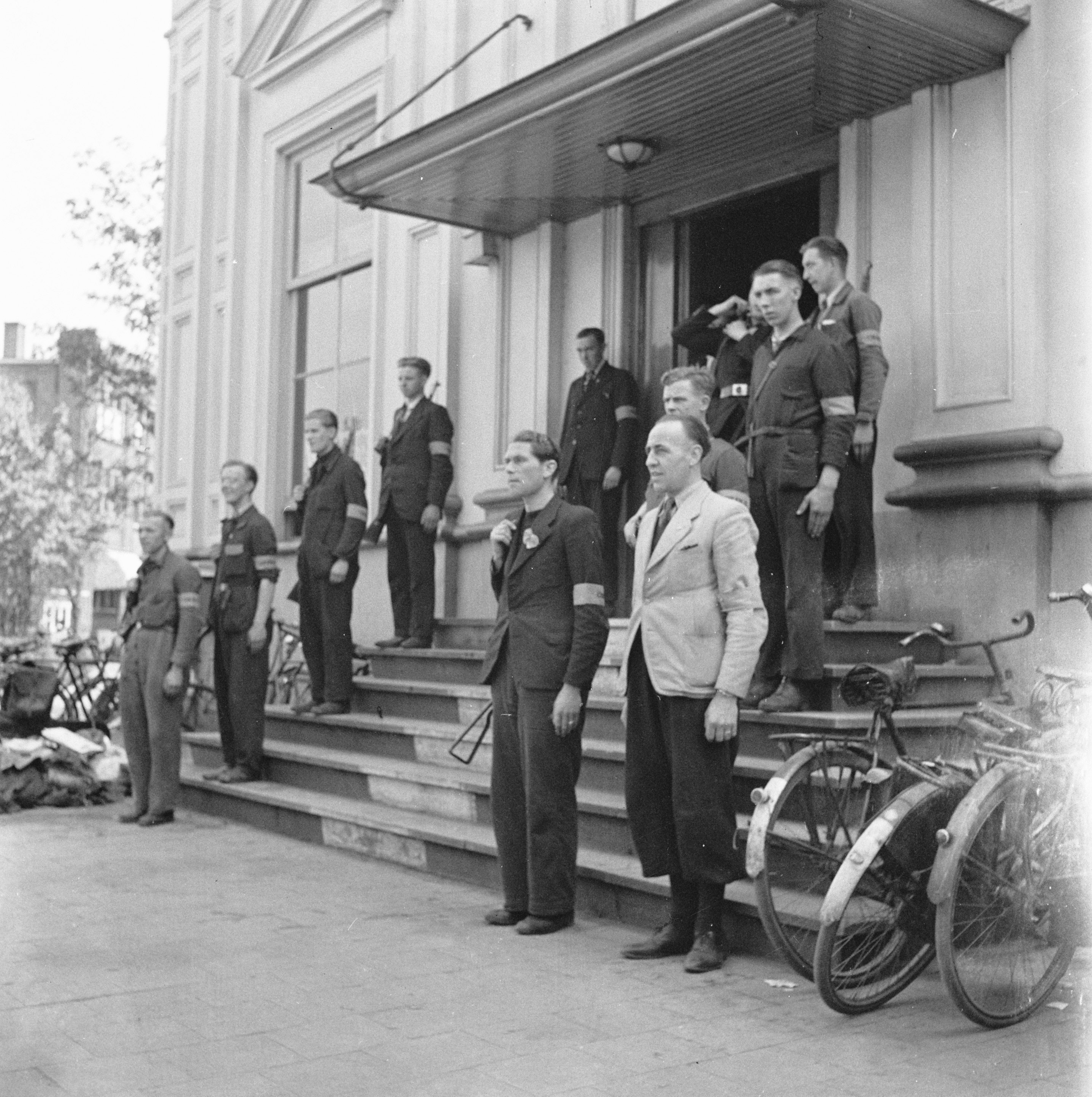
De Binnenlandse Strijdkrachten, bewapend met geweren en stenguns, vormen een erewacht voor een bezoek van Prins Bernhard. (april 1945)

De Binnenlandse Strijdkrachten (BS; officieel: Nederlandse Binnenlandse Strijdkrachten) vormden een op 5 september 1944 officieel opgezette bundeling van de tot dan toe weinig samenwerkende eigenlijke verzetsgroepen in Nederland. De Binnenlandse Strijdkrachten kwam dan ook voort uit de drie belangrijkste verzetsgroepen: de Ordedienst (OD), de Landelijke Organisatie voor Hulp aan Onderduikers/Landelijke Knokploegen (LO/LKP) en de Raad van Verzet (RVV).
Omdat er een tekort was aan voormalig verzetsstrijders, konden zich na de oorlog echter ook vele andere (jonge)mannen aansluiten bij de BS.

## Geschiedenis
Tot 1944 werkten de verzetsgroepen zelfstandig en voor zover zij onderling contact hadden  was dat onder supervisie van het Bureau Bijzondere Opdrachten van de regering in Londen.  Op geheime orders van de regering in Londen werden ze samengevoegd tot de Binnenlandse Strijdkrachten en prins Bernhard werd aangesteld als bevelhebber hiervan. Commandant van de BS in het bezette Nederland werd kolonel Henri Koot die zich in Amsterdam bevond. Bundeling van de drie belangrijkste gewapende groepen verliep niet gemakkelijk. De onderlinge verschillen waren groot. Het hoofdkwartier werd gevestigd in het gebouw van Waterschap de Aa in de Postelstraat in 's-Hertogenbosch, dat al langer een coördinatiepunt was voor de verschillende ondergrondse posten in de stad.
Samenwerking van de verschillende verzetsorganisaties was wenselijk om tijdens de bezetting verzetsacties te kunnen coördineren en om na een mogelijke bevrijding orde en gezag te kunnen vestigen en een bijltjesdag te verhinderen.
Ook voor het leveren van wapens via  geallieerde wapendroppings was een ontvangende organisatie noodzakelijk. Die droppings begonnen in oktober 1944. 
De BS werd opgericht naar het voorbeeld van de Franse Forces françaises de l'intérieur die bij de bevrijding van Frankrijk hun diensten hadden bewezen.     Koningin Wilhelmina was er een groot voorstander van. 
De Binnenlandse Strijdkrachten (BS) heetten officieel de Nederlandse Binnenlandse Strijdkrachten, afgekort NBS. Gewoonlijk hield men het op 'BS'. Het vervelende van de afkorting NBS was namelijk dat deze nogal leek op de afkorting van de Nationaal-Socialistische Beweging NSB.
In het prille begin van de organisatie waren er circa 10.000 BS'ers. De BS werd na september 1944 gaandeweg bewapend door middel van genoemde wapendroppings.
In het nog bezette deel van Nederland werd het ‘Strijdend Gedeelte’ (SG) der BS aangeduid als de Knokploegen. De mannen van de Knokploegen waren afkomstig uit het gewapend verzet. De Bewakingstroepen werden gevormd uit hen die zich beschikbaar hadden gesteld om op den dag der bevrijding en daarna orde en gezag te handhaven c.q. te herstellen. Ook zouden zij in de aanloop naar de bevrijding in actie komen. Met de bevrijders in aantocht moesten belangrijke objecten als bruggen, elektriciteitscentrale, vliegveld, voedselvoorziening, spoorverbindingen enzovoort zoveel mogelijk worden gespaard en geplaatste bommen onschadelijk gemaakt. Dit ging niet zonder slag of stoot. 
Na het bevrijden van de belangrijkste plaatsen en routes trok de hoofdmacht verder maar werden dorpen en het platteland met ondersteuning van de bevrijders door de BS bevrijd, vele burgemeesters afgezet en vervangen, landverraders gearresteerd, plaatselijke politie gezuiverd van NSB elementen. Een zegetocht die hier en daar op verzet stuitte en mede daardoor een aantal dagen duurde. Hierbij zijn nog doden gevallen.
Duitse legerplaatsen, wapen- en ammunitie opslag, vliegveld, werden veilig gesteld, bewaakt en ontmanteld.
De BS was gebonden aan regels. Een strenge discipline werd van de deelnemers verwacht. Zo mocht men pas als gewapende organisatie, als BS, tevoorschijn komen als de bevelhebber (prins Bernhard) daartoe het sein gaf. 
De BS was herkenbaar door de blauwe overalls en band rond de arm en was veelal bewapend met de Stengun. Een eenvoudig maar ook gevaarlijk te hanteren automatisch wapen, tijdens de bezetting door de geallieerden gedropt, in onderdelen vervoerd en daarna in elkaar gezet. Een gevaarlijke verzetsactie.
Kort na de bevrijding werden ter versterking van de organisatie een aantal BS leden geselecteerd voor een kaderopleiding met een z.g. afvalsysteem.  
In augustus 1945 werden de Binnenlandse Strijdkrachten opgeheven en door Prins Bernhard bedankt voor bewezen diensten. Er werd een nieuw legeronderdeel opgericht onder de naam Gezagstroepen waaraan onder anderen een aantal leden van de BS hebben deelgenomen. Een legerkorps voorzien van betere bewapening en uitrusting.
In de bevrijde gebieden werd in 1943 /1944 reeds een Nederlands legerkorps gevormd uit vrijwilligers. De zogenoemde Stoottroepen die evenals de reeds bestaande Prinses Irenebrigade meewerkten aan de bevrijding van Nederland.

## De verschillen tussen de bewegingen
- De Ordedienst (OD) was politiek-behoudend en militair van karakter; in de OD waren officieren actief. De OD was in de zomer van 1940 ook niet opgericht als verzetsorganisatie, maar uit voorzorg: om de orde te handhaven in de overgangstijd tussen bezet en bevrijd. Later in de oorlog sloten zich hier veel gelijkgezinden bij aan, zoals middenstanders en jongeren die nog op school zaten. De OD ging steeds meer verzetswerk doen, zoals het regelen van onderduikadressen (LO) en veel spionagewerk. Hierbij werden stellingen en munitiedepots van de Wehrmacht geobserveerd. De OD had een uitgebreid communicatie-netwerk via geheime zenders en koeriers.

- De Landelijke Knokploegen (LKP) was verbonden met de Landelijke Organisatie voor hulp aan onderduikers (LO). De achtergrond van de LO/LKP was confessioneel - gebaseerd op geloof en kerk, vooral gereformeerd/protestants-christelijk, met vertakkingen in het katholieke zuiden van Nederland. De LKP verzorgden in eerste aanleg de ondersteuning van de LO voor onderduikers, middels bv. overvallen op distributiekantoren om voor hen bonnen te verkrijgen.

- De achtergrond van de Raad van Verzet (RVV) was onkerkelijk en politiek vooruitstrevend. De RVV zelf (de Raad) telde maar één communist, Gerben Wagenaar; in de RVV-groepen waren meer communisten actief. RVV wilde een 'echte guerrilla' tegen de bezetter beginnen. LKP'ers en RVV'ers begrepen elkaar meestal wel. Maar tussen OD en RVV was er een wereld van verschil. De OD wantrouwde de RVV vanwege de communistische invloed daarin. Het leek de OD-leiding helemaal niet onmogelijk dat de communisten bij de bevrijding zouden proberen revolutie te maken en een greep naar de macht te doen (tijdens het 'machtsvacuüm').

Tussen de drie groepen vond voortaan regelmatig topoverleg plaats, onder de codenaam Delta-Centrum. 'Commandant Delta' was kolonel Koot. De OD bracht in september 1944 bij de BS 4.000 man in, de LKP 1.800 man, de RVV 1.000 man. Van september 1944 tot mei 1945 zijn er in totaal 1.730 BS'ers gesneuveld. De BS maakte vanaf oktober 1944 een geweldige groei door. Die grote toeloop begon in het bevrijde Zuiden.
In mei 1945 waren er in heel Nederland 150.000 tot 200.000 BS'ers. Hierbij kan worden opgemerkt dat de hele illegaliteit naar schatting niet meer dan 25.000 (in 1943) tot 45.000 (1944-1945) deelnemers telde.

## Onderscheidingen
Het Herinneringsinsigne Binnenlandse Strijdkrachten 1944-1945 werd na de oorlog door Prins Bernhard der Nederlanden ingesteld.
De ongeorganiseerde of spontaan georganiseerde BS heeft tal van verdienstelijke taken uitgevoerd en als bevelhebber van de BS werd Prins Bernhard, zoals dat de bevelhebber van een overwinnend legerkorps toekomt, tot Commandeur in de Militaire Willems-Orde benoemd. Voor de manschappen van de Binnenlandse Strijdkrachten was er geen decoratie of zichtbaar eerbetoon. Zij kwamen niet in aanmerking voor het Mobilisatie-Oorlogskruis of het Oorlogsherinneringskruis. Het Verzetsherdenkingskruis werd pas in 1980 ingesteld. De veteranen van BS kwamen pas in aanmerking voor het Mobilisatie-Oorlogskruis toen het door koningin Beatrix op 1 oktober 1992 opnieuw werd ingesteld.